# Linea IND Crosstown
La linea IND Crosstown (in inglese IND Crosstown Line IPA: [ˈaɪˈenˈdiː ˈkrɔˌstaʊn ˈlaɪn]), nota anche come linea Brooklyn-Queens Crosstown, è una linea della metropolitana di New York situata nei borough di Brooklyn e Queens.
Aperta tra l'agosto 1933 e il luglio 1937, è una delle trunk line della rete, ovvero una delle linee principali, e per questa ragione la linea G che la utilizza per espletare il suo servizio metropolitano è contrassegnata con il colore verde lime.

## Caratteristiche

### Percorso
|  |  |  | Unknown route-map component "utSTRc2" | Unknown route-map component "utCONT3" |

|  |  | Unknown route-map component "uhCONTg" + Unknown route-map component "utSTRc2" | Unknown route-map component "utABZ1+3f" | Unknown route-map component "utSTRc4" |

|  | Unknown route-map component "utSTRc2" | Unknown route-map component "uhKRZ3+1t" | Urban tunnel straight track + Unknown route-map component "utSTRc4" |  |

| Unknown route-map component "utSTRc2" | Unknown route-map component "utHST3+1" + Unknown route-map component "HUBaq" | Unknown route-map component "uhACC" + Unknown route-map component "utSTRc4" + Unknown route-map component "HUBq" | Urban tunnel stop on track + Unknown route-map component "HUBeq" |  |

| Unknown route-map component "utCONT1" | Unknown route-map component "utSTRc4" | Unknown route-map component "uSTR2" + Unknown route-map component "lhSTRe@g" | Unknown route-map component "utSTR3" + Unknown route-map component "udSTRc3" |  |

|  | Unknown route-map component "utSTR+1" + Unknown route-map component "uSTRc1" | Unknown route-map component "utSTR+4a" |

|  | Urban tunnel stop on track | Unknown route-map component "utkSTR3" |

| Unknown route-map component "utCONTgq" | Urban tunnel straight track + Unknown route-map component "utkSTRr+1" | Unknown route-map component "utkSTRc4" |

| Unknown route-map component "dWASSERq" | Unknown route-map component "utKRZW" | Unknown route-map component "dWASSERq" |

| Unknown route-map component "utHSTACC" |

| Urban tunnel stop on track |

|  | Unknown route-map component "utCONTgq" | Unknown route-map component "utKRZto" + Unknown route-map component "HUBc2" | Unknown route-map component "utHSTq" + Unknown route-map component "HUB3" | Unknown route-map component "utCONTfq" |

|  | Urban tunnel stop on track + Unknown route-map component "HUB1" | Unknown route-map component "HUBc4" |

| Unknown route-map component "uhCONTgq" | Unknown route-map component "utKRZh" | Unknown route-map component "uhCONTfq" |

| Urban tunnel stop on track |

| Urban tunnel stop on track |

| Urban tunnel stop on track |

| Urban tunnel stop on track |

| Urban tunnel stop on track |

| Urban tunnel stop on track |

|  | Urban tunnel stop on track | Unknown route-map component "utCONTg" |

|  | Unknown route-map component "utCONTgq" | Unknown route-map component "utKRZto" | Unknown route-map component "utKRZto" | Unknown route-map component "utCONTfq" |

|  | Unknown route-map component "utCONTgq" | Unknown route-map component "utKRZto" | Unknown route-map component "utKRZto" | Unknown route-map component "utCONTfq" |

|  | Unknown route-map component "utCONTgq" | Unknown route-map component "utKRZtu" | Unknown route-map component "utKRZtu" | Unknown route-map component "utCONTfq" |

|  | Unknown route-map component "utBHF-L" | Unknown route-map component "utBHF-R" |

|  | Unknown route-map component "utSHI4+rq" | Unknown route-map component "utKRZtu" | Unknown route-map component "utABZgr" |  |

| Unknown route-map component "utCONTgq" | Unknown route-map component "utSHI4glq" | Unknown route-map component "utABZql" | Unknown route-map component "utKRZto" | Unknown route-map component "utCONTfq" |

|  |  | Unknown route-map component "utCONTf" |